# Thelymitra aristata
Thelymitra aristata är en orkidéart som beskrevs av John Lindley. Thelymitra aristata ingår i släktet Thelymitra och familjen orkidéer. Inga underarter finns listade i Catalogue of Life.